# Музей игрушки (Кольмар)
Музей игрушки (фр. Musée du Jouet) — музей на территории французского города Кольмара, в котором собрана коллекция разных старинных игрушек и моделей поездов. Музей расположен по адресу rue Vauban, 40.

## История
История музей началась тогда, когда художник из Кольмара Жорж Трино, который занимался коллекционированием старинных игрушек, совместно с Пьером Патуром основали ассоциацию Musée Animé du Jouet et des Petits Trains, сокращенно MAJEPT. Главная цель этой ассоциации состояла в том, чтобы поощрять выставление игрушек — кукол, миниатюр, механических игрушек, поездов и других объектов, которые связаны с передвижением. В 1987 году муниципалитет Кольмара приобрел коллекцию Жоржа Трино. 25 января 1990 года муниципальный совет попросил ассоциацию Musée Animé du Jouet et des Petits Trains управлять Музеем игрушки, который планировалось в обозримом будущем открыть в Кольмаре. Открытие музея состоялось в декабре 1993 года в бывшем городском кинотеатре. С 1 июля 2012 года музеем стала управлять делегация из муниципалитета Кольмар на государственной службе. В наше время музей посвящен истории игрушек, которые служили прошлым поколениям. В музее есть экспонаты, которые датируются XIX веком.
Музей игрушки закрыт в январе и феврале. В остальное время работает со среды по понедельник, с 10:00 до 12:00 и с 14:00 до 18:00. Вторник — выходной день. В июле и августе музей игрушки в Кольмаре работает без перерывов. Во время проведения рождественских ярмарок, музей работает по вторникам. Закрыт 1 января, 1 мая, 1 ноября и 25 декабря. Касса музея прекращает работу за 30 минут до закрытия музея.
Стоимость билета составляет 5,70 евро для взрослых и 2,30 евро для ребёнка. Посетители от 8 до 15 лет платят за вход 4,40 евро.
Музей служит местом проведения различных мероприятий. Здесь организовываются временные выставки для самой разнообразной публики, представлены настольные игры гигантских размеров, видеоигры, мастерские. В этом месте проводятся концерты, шоу, прослушивания.
Постоянная коллекция музея состоит из экспонатов — игрушек, которые датируются разными периодами. В музее можно узнать их историю. Здесь представлено большое количество педальных машин. Есть игрушки Dinky Toys.
В музее представлены классические настольные игру: «Монополия», «Le cochon quirit», «Cluedo», «Le Compte Est Bon». Есть игрушки в коробках, датированные XX веком. В музее есть экспозиция Lego, изготовленная из Fanabriques. Она была создана эльзасской ассоциацией энтузиастов Lego. Здесь также представлена коллекция кукол. На выставке представлена информация про историю и развитие кукол, технологию их изготовления, назначения. Представлены античные фарфоровые куклы, виниловые куклы, детские куклы. Есть коллекция кукол Барби от первого в 1959 году до самых новых экземпляров, коллекция механических и электронных игрушек, которые вначале производились в основном в СССР и в Японии в 1950-х годах. Здесь же представлен эльзасский бренд Joustra — один из лидеров в Европе по производству оловянных игрушек. Коллекция музейных игрушек включает маленькие автомобили, трехколесные автомобили, колесных лошадей. Среди экспонатов — паровые машины и микроскопы.

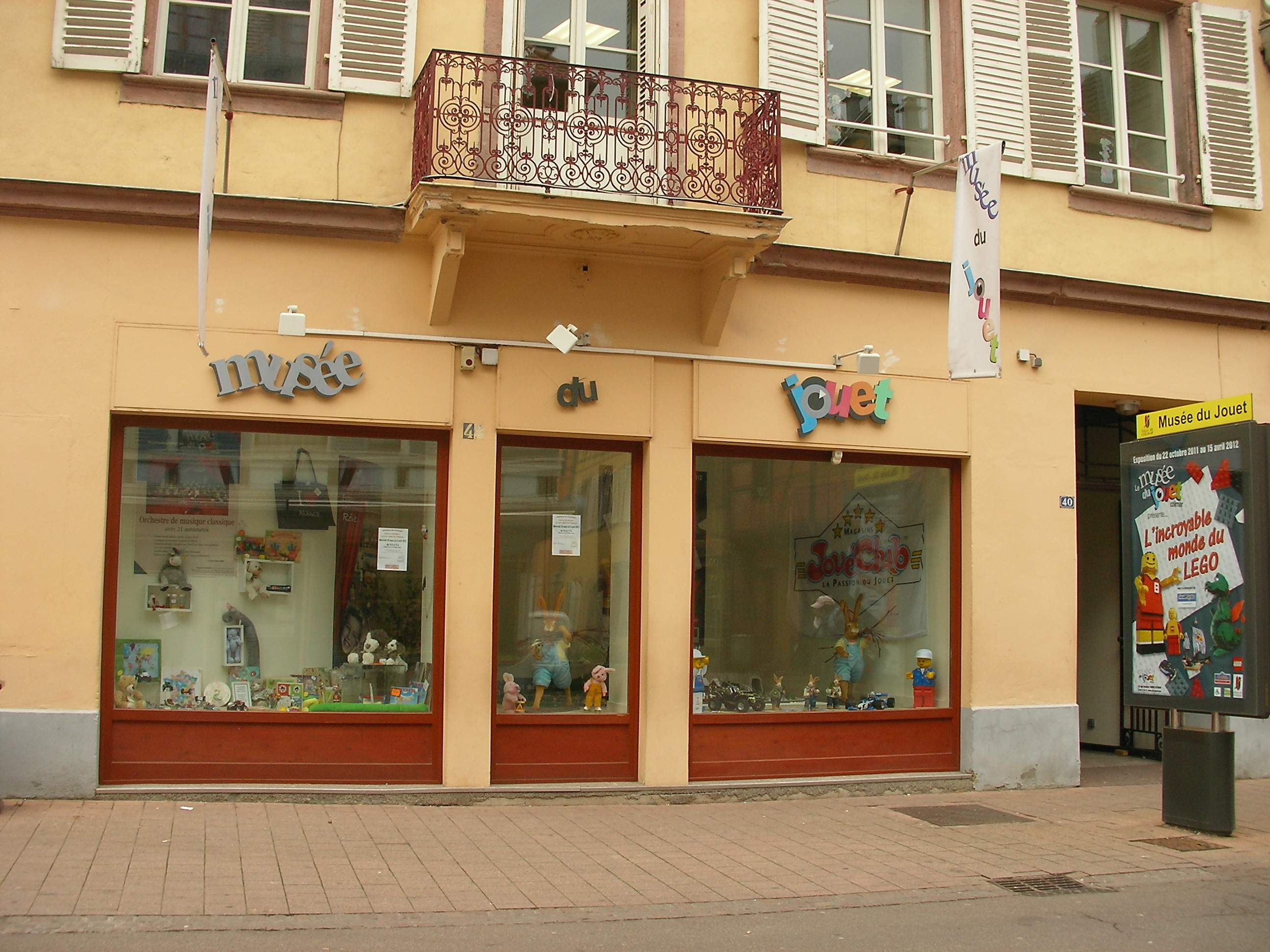
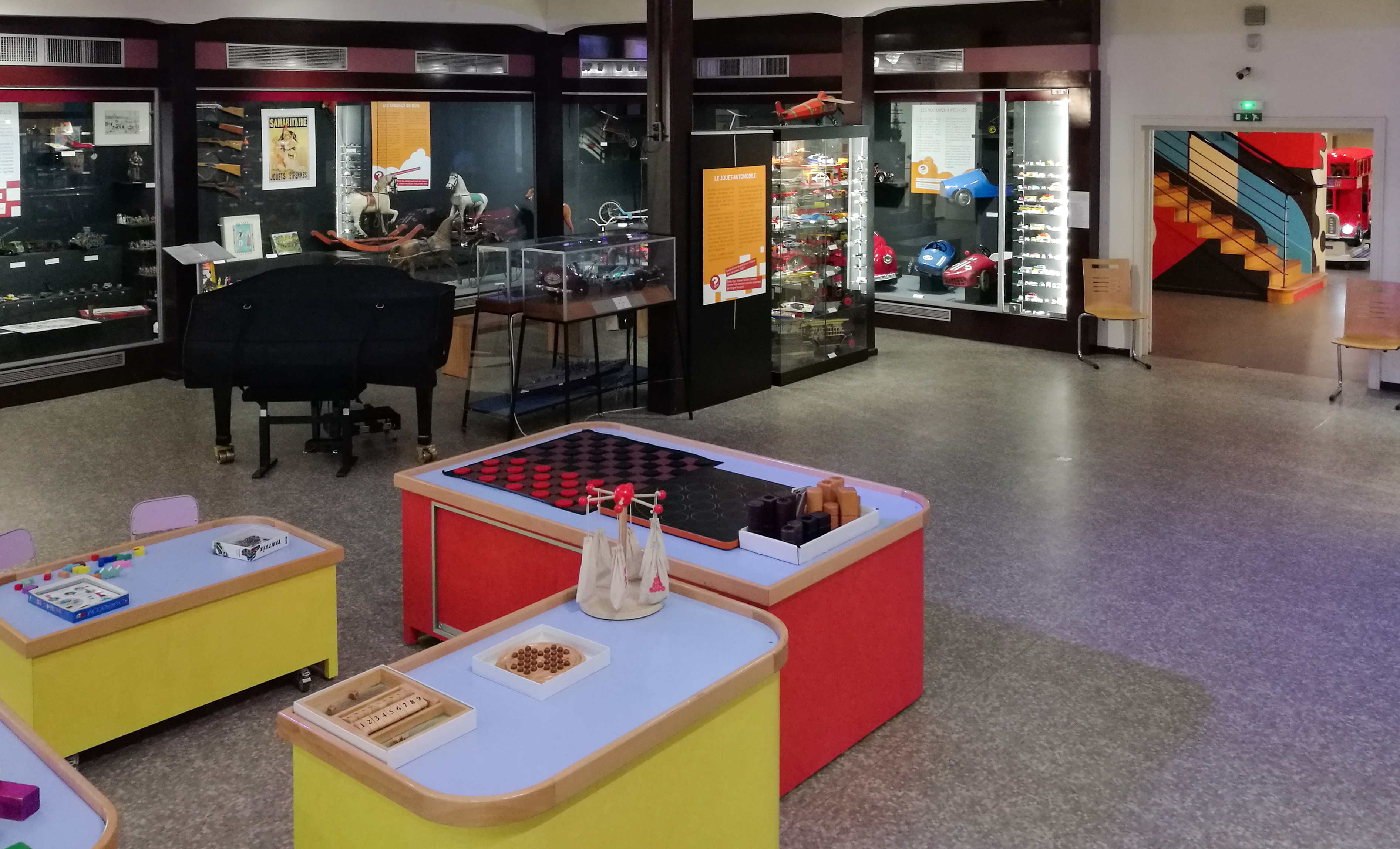
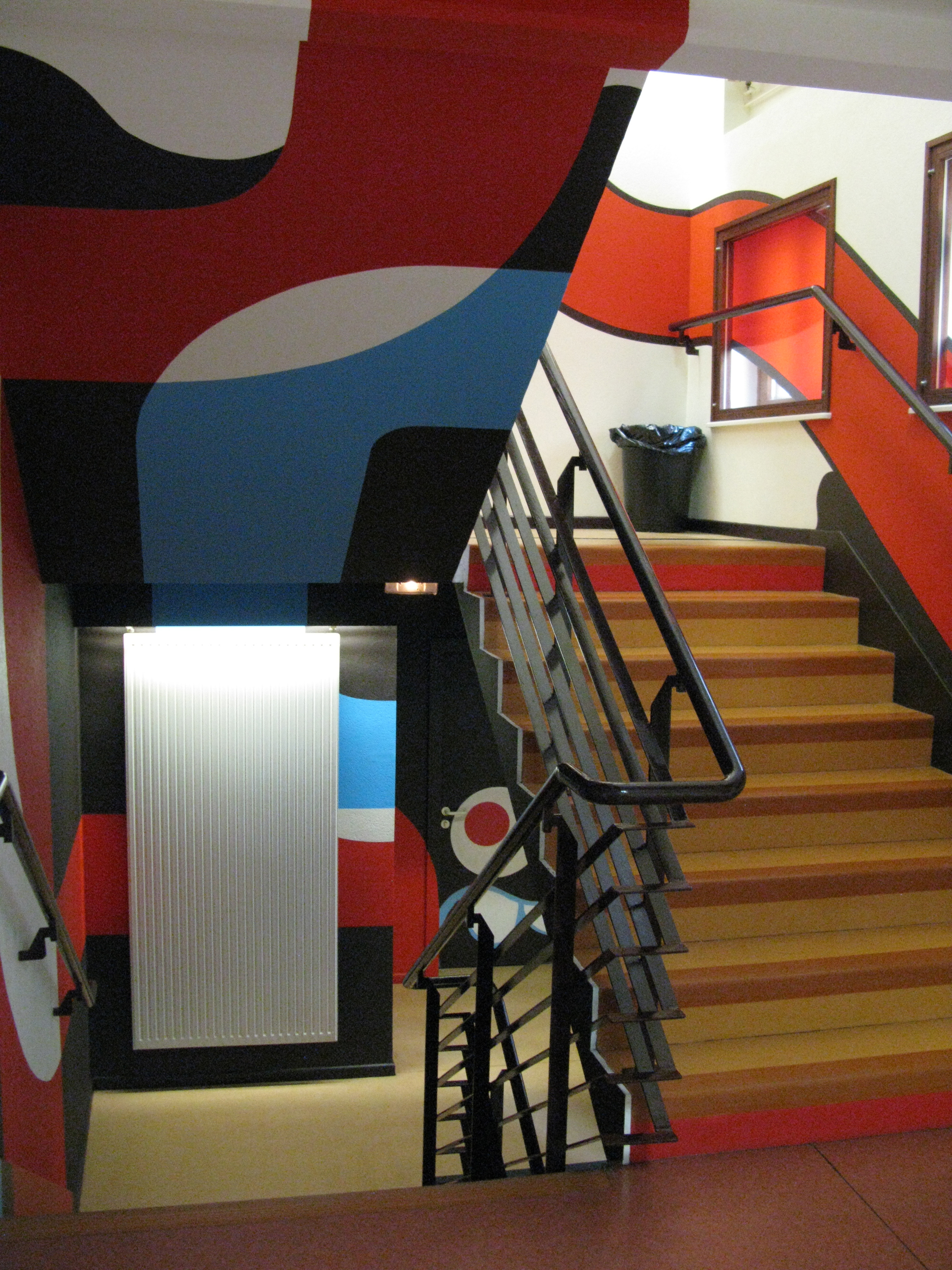
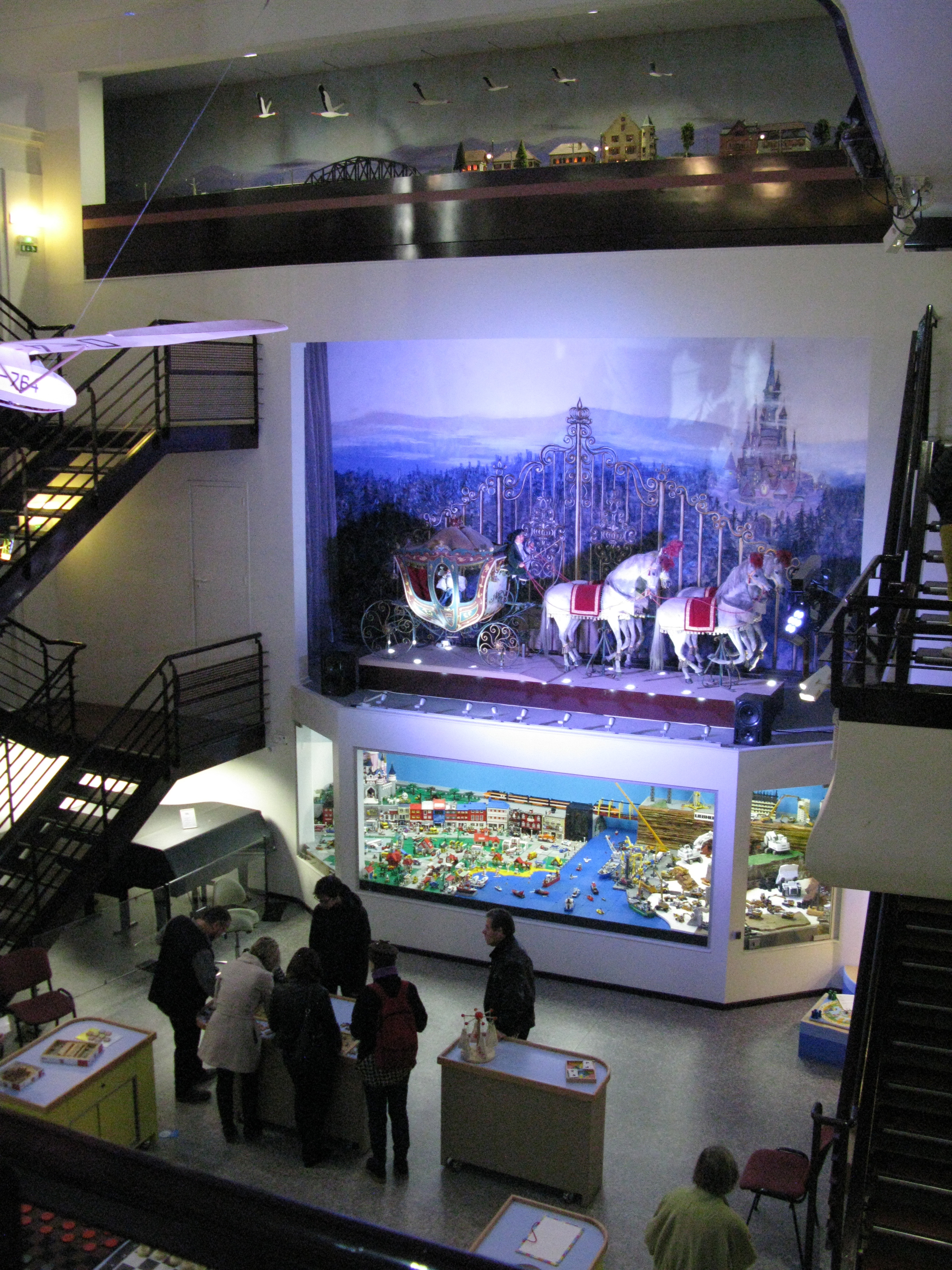
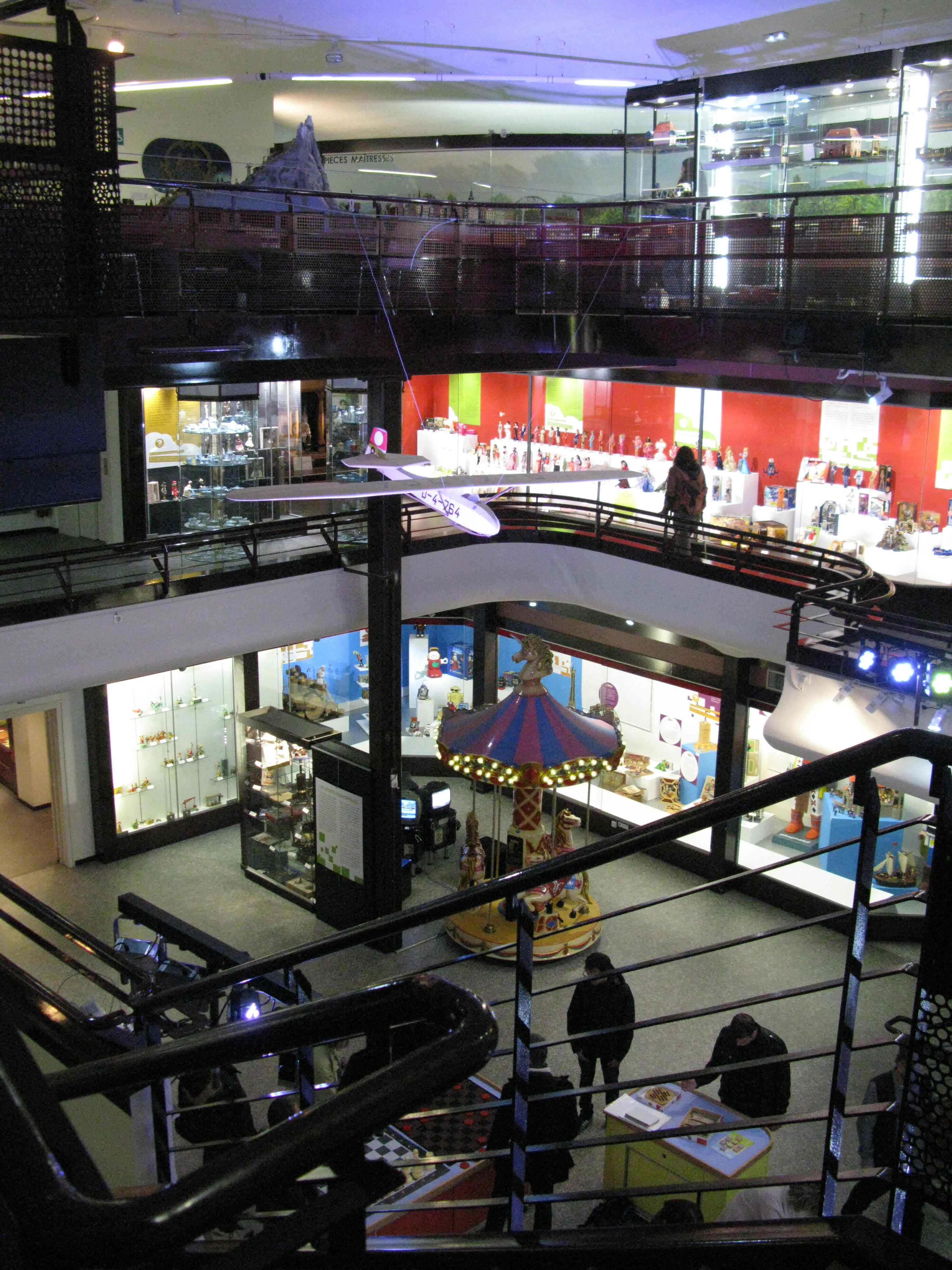
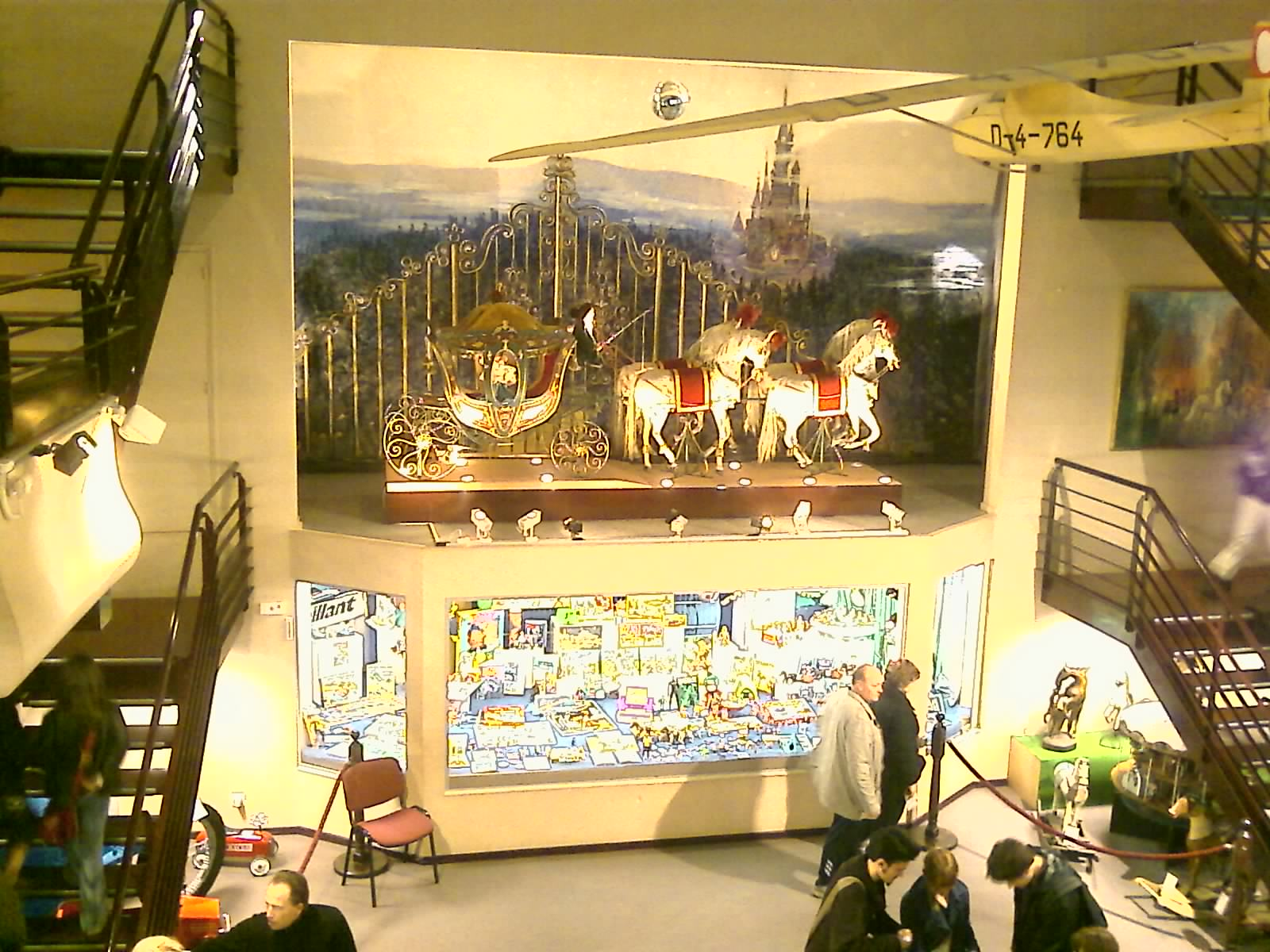
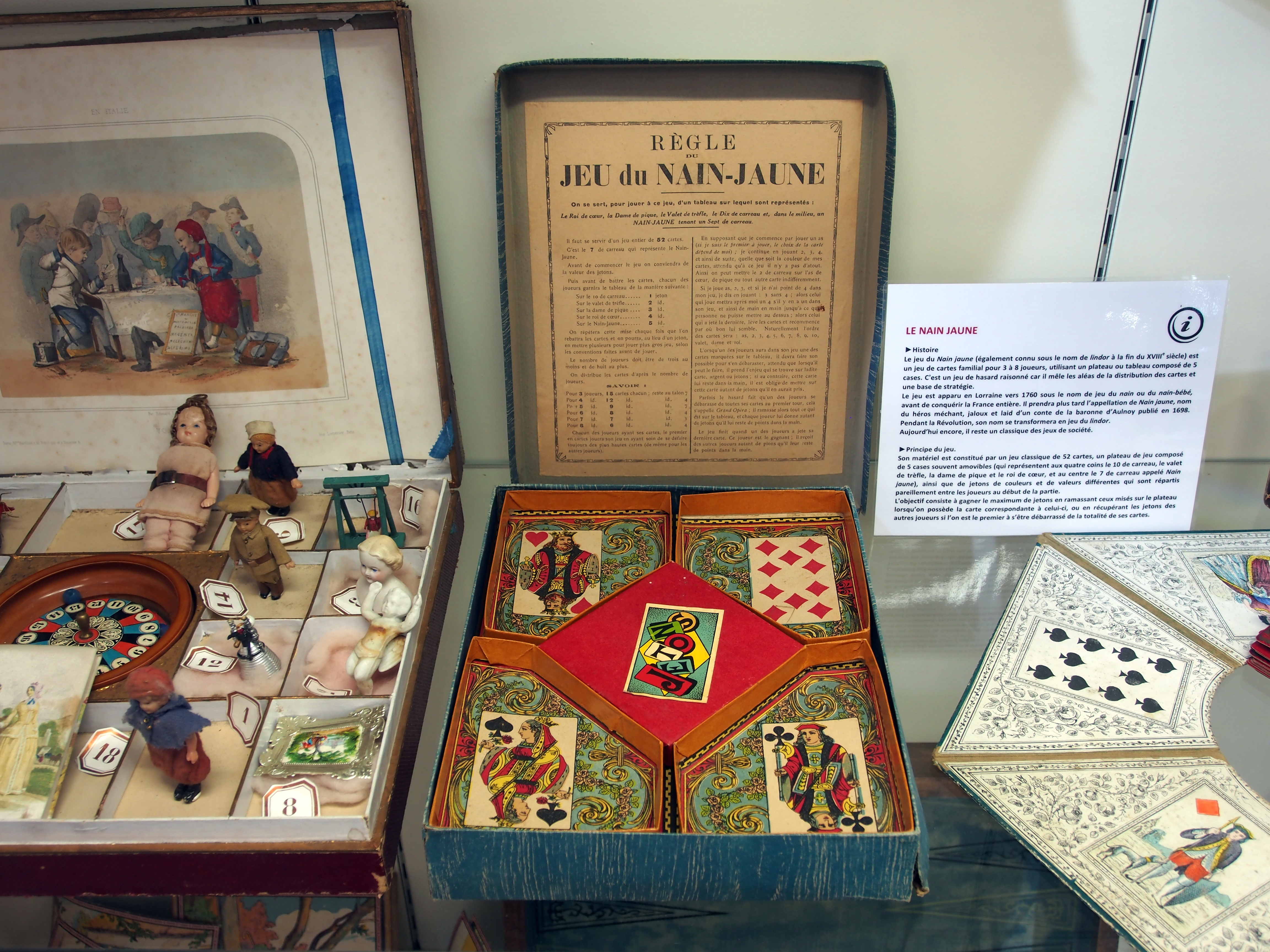
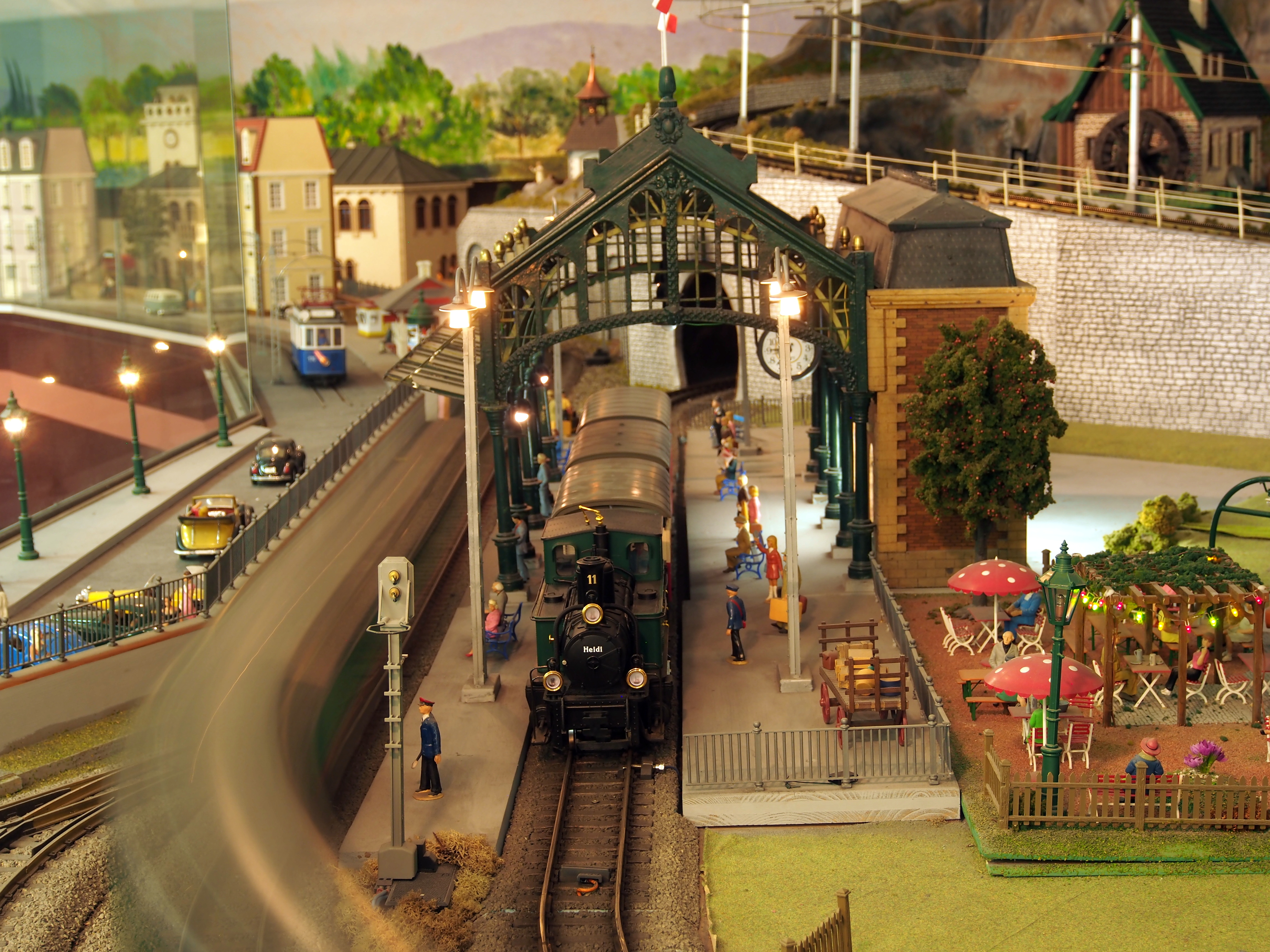
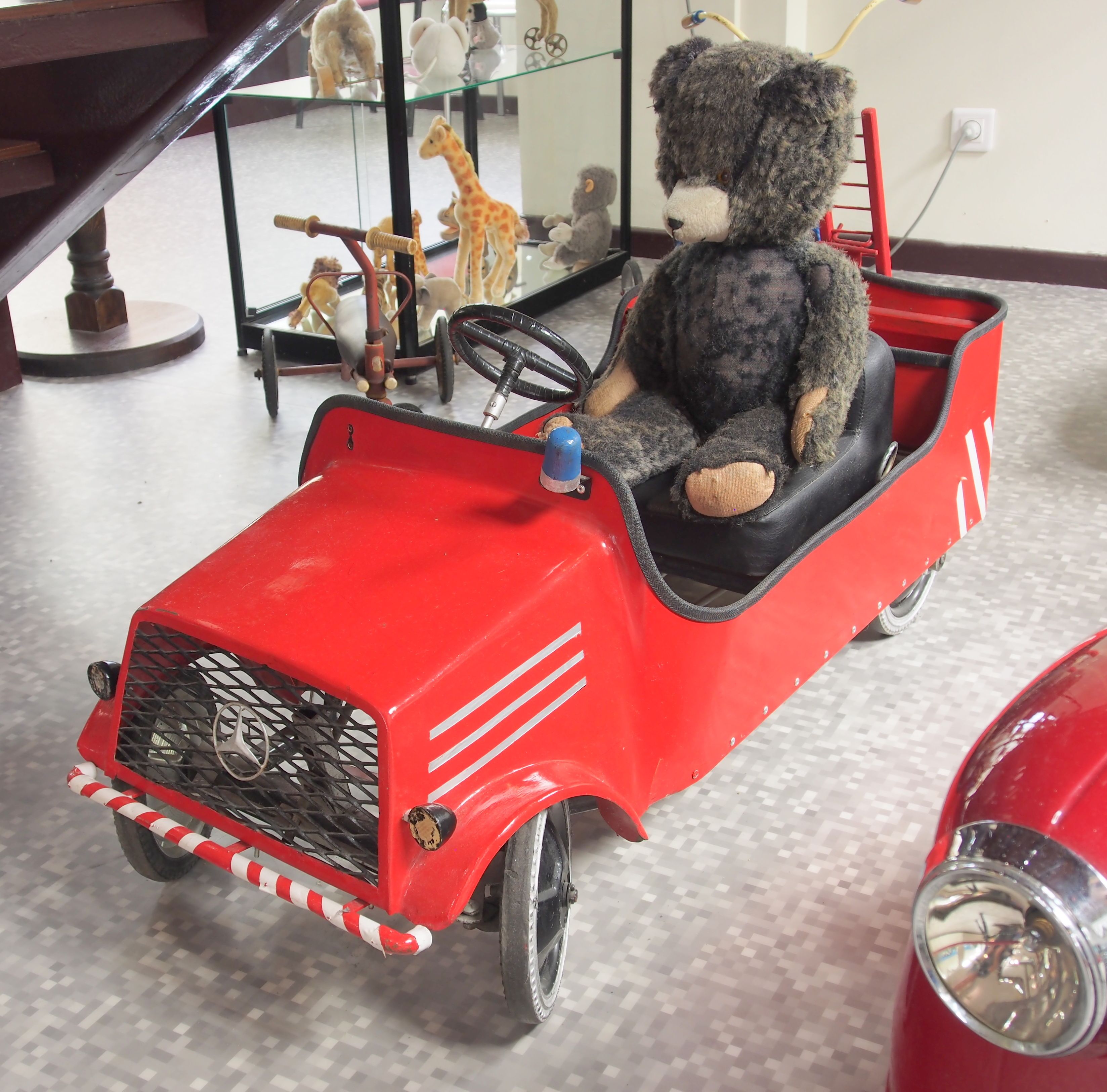
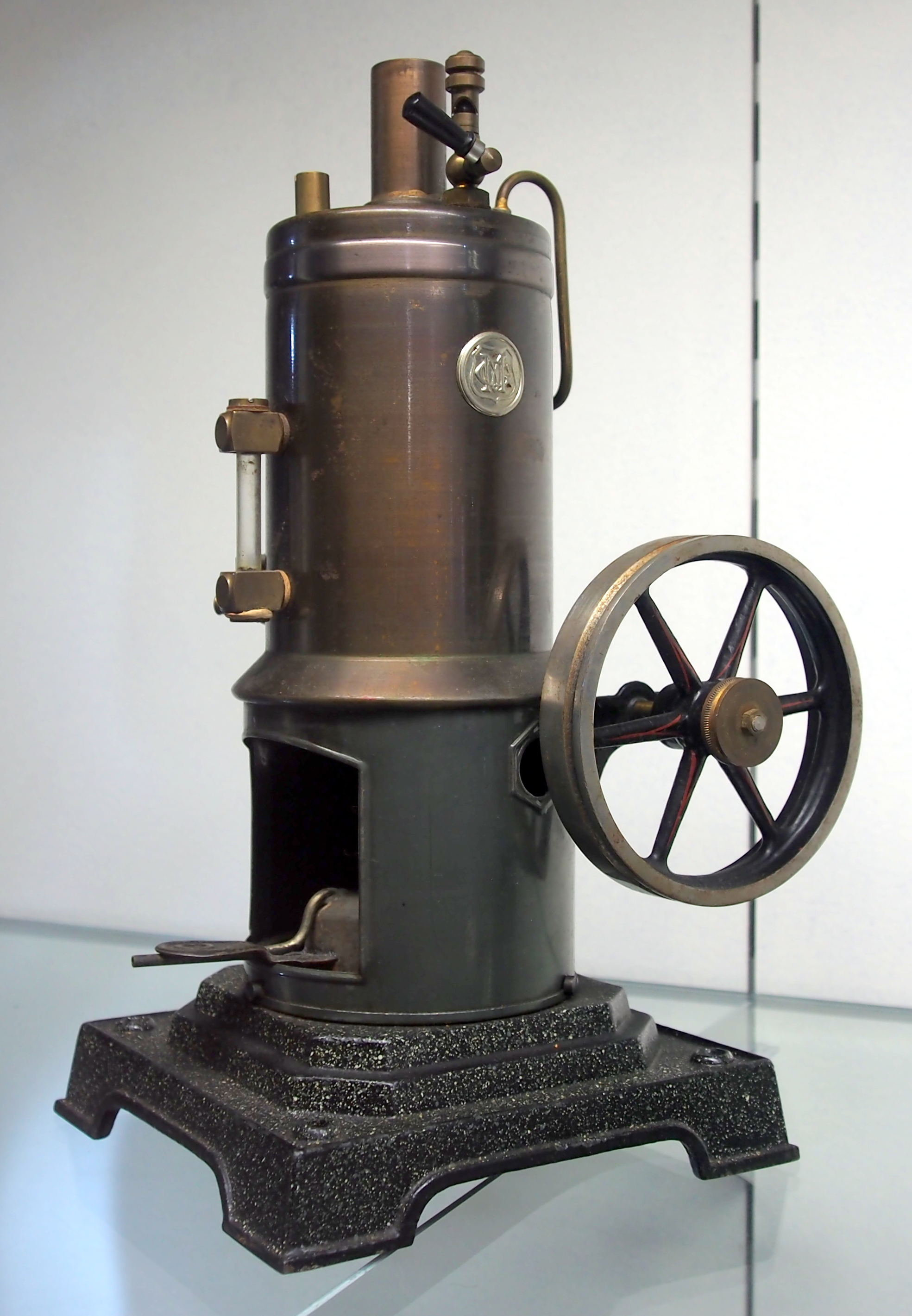
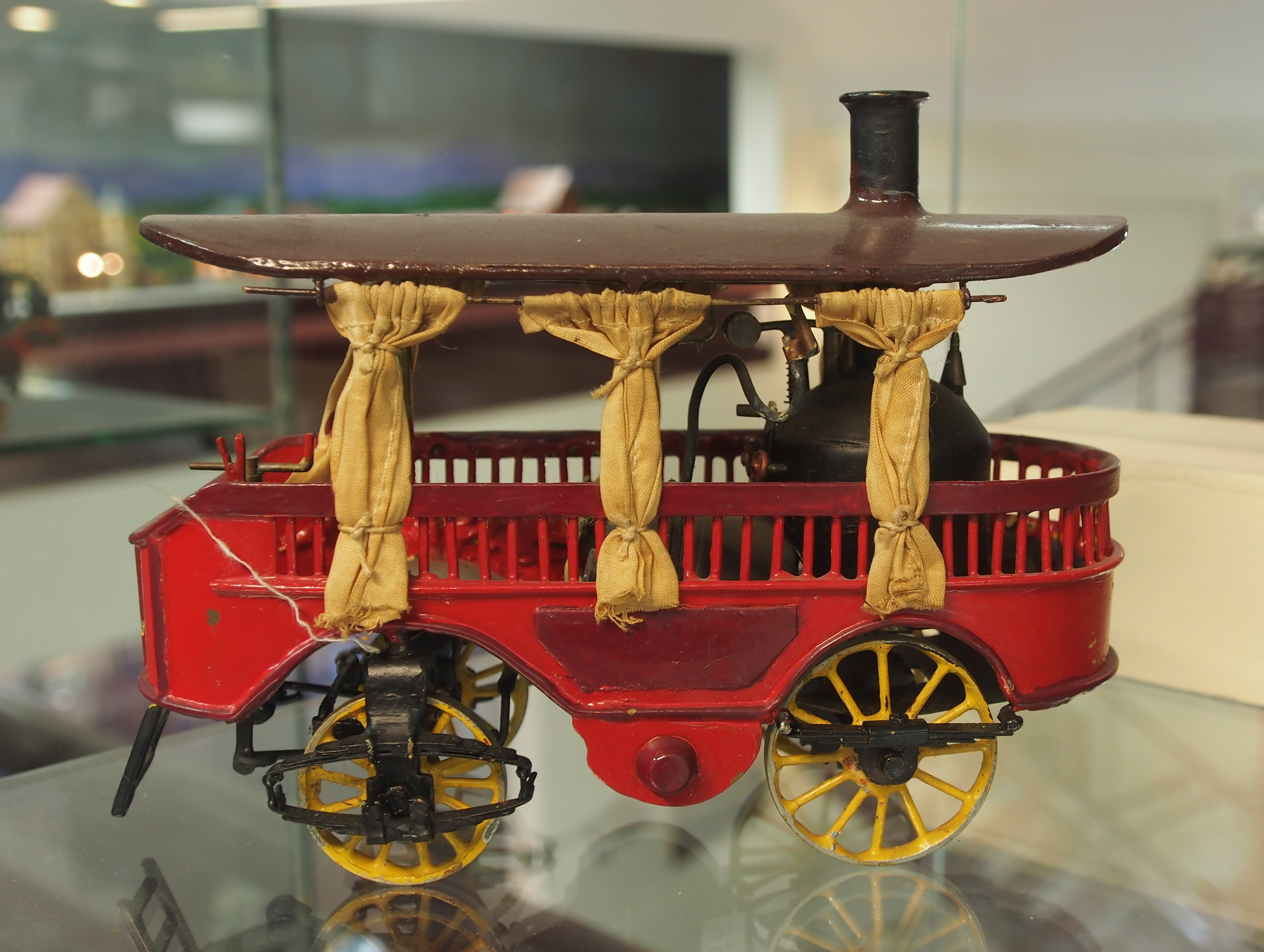
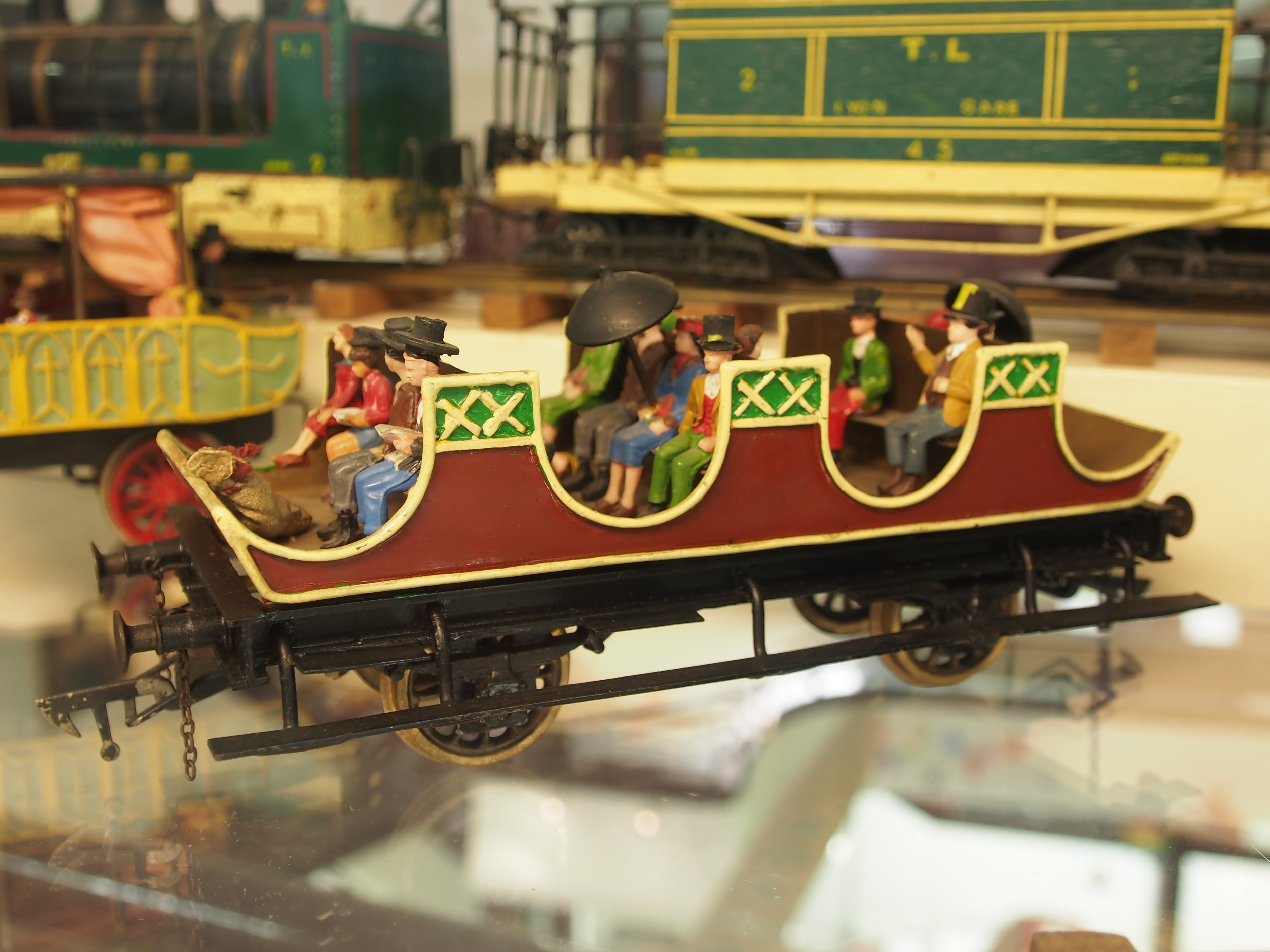